# کلیموف آردی-۳۳
کلیموف آردی-۳۳ (Klimov RD-33) یک موتور جت توربوفن برای جت‌های جنگنده سبک‌وزن است. این موتور، موتور اصلی میگ-۲۹ و جی‌اف-۱۷ تاندر CAC/PAC است. توسعهٔ این موتور از سال ۱۹۶۸ و تولید آن از ۱۹۸۱ آغاز شد. نسل‌های قبلی جنگنده‌های فراصوت روسی مانند میگ-۲۱ و میگ-۲۳ از توربوجت‌ها استفاده می‌کردند، اما جنگنده‌های غربی جدید در آن دوره مانند اف-۱۱۱ آردوارک و اف-۴ مدل‌های کِی و اِم، استفاده از توربوفن‌های دارای قابلیت پس‌سوز را در دههٔ ۱۹۶۰ آغاز کردند که این موتورها کارآمدتر بودند. آردی-۳۳ نخستین موتور توربوفن دارای پس‌سوز تولیدشده توسط شرکت کلیموف روسیه در کلاس خود است.

## انواع
در اوایل دهه ۱۹۷۰، آردی-۳۳ برای جت جنگنده سبک جدید میگ-۲۹ انتخاب شد. گزینه دیگر برای این جنگنده، موتور Tumansky R-67-300 بود. طی سال‌ها توسعه، مدل‌های متعددی از موتور آردی-۳۳ ساخته شد. تعمیر و نگهداری موتورهای آردی-۳۳، از سیستم اطلاعات و عیب‌یابی (IDS) بهره می‌برد. مدل‌های جدید خانوادهٔ آردی-۳۳ شامل سیستم‌های نظارت و کنترل دیجیتال (BARK) است.

### RD-33
مدل پایه که در سال ۱۹۷۶ برای میگ-۲۹ توسعه یافت. کار توسعه در سال ۱۹۶۸ در دفتر طراحی شرکت کلیموف به‌رهبری سرگئی ایزوتوف آغاز شد. طول عمر عملیاتی کوتاه و دود زیاد، از مشکلات اصلی این موتور بود که در مدل‌های بعدی رفع شد.

### RD-33B/NB
مدلی بدون پس‌سوز برای انواع هواپیما مانند ایلیوشین-۱۰۲.

### آردی-۹۳
این مدل، مورد استفاده برای جنگندهٔ جی‌اف-۱۷ تاندر (FC-1) است. مهم‌ترین تفاوت این موتور، تغییر موقعیت گیربکس در امتداد پایین بدنهٔ موتور است. به‌طور خاص برای تأمین قدرت جت‌های جنگنده جی‌اف-۱۷ بلاک III توسعه یافته‌است.
آردی-۵۰۰۰بی
یک مدل بدون پس‌سوز که برای پهپاد میکویان اسکت ساخته شد.

### اِس‌اِم‌آر-۹۵
این مدل، برای ارتقاء جنگنده‌های جت بین‌المللی نسل ۲ و ۳ ساخته شد. گیربکس و لوازم جانبی، در زیر موتور قرار می‌گیرد و بسته به بدنهٔ هواپیما می‌توان طول آن را تغییر داد. این موتور، تست‌ها و آزمایش‌های پروازی خود را روی جنگنده‌های سوپر میراژ اف-۱ و سوپر چیتا دی-۲ نیروی هوایی آفریقای جنوبی پشت سر گذاشت و به بهبود عملکرد پرواز و بازدهی رزمی با ضریب ۱٫۲ تا ۳٫۰ دست یافت.

### آردی-۳۳ سری ۳
یک مدل اصلاح‌شده با عمر طولانی‌تر که در نسخه‌های قدیمی یا ارتقا یافتهٔ میگ-۲۹ مانند مدل میگ-۲۹اِم و اِس‌اِم‌تی استفاده می‌شود. یک جفت موتور آردی-۳۳ سری ۳ مجهز به TVN در حال حاضر تحت آزمایش‌های پروازی توسط جنگندهٔ میگ-۲۹اووی‌تی قرار دارد.

### آردی-۳۳اِم‌کِی
این مدل، آخرین و جدیدترین مدل آردی-۳۳ است و در سال ۲۰۰۱ توسعه یافت. این موتور، برای جنگنده‌های میگ-۲۹کی و میگ-۲۹کِی‌یوبی ساخته شد اما برای میگ-۳۵ نیز به‌کار گرفته شده‌است. این مدل، ۷ درصد نیروی رانش بیشتری ایجاد می‌کند، به‌صورت دیجیتالی کنترل می‌شود و برخلاف موتورهای قبلی، بدون دود است. در این مدل، نیروی رانش پس‌سوز، ۹٬۰۰۰ کیلوگرم-نیرو (۸۸٬۰۰۰ نیوتن؛ ۲۰٬۰۰۰ پوند-نیرو) و وزن خشک ۱٬۱۴۵ کیلوگرم (۲٬۵۲۴ پوند) است. در این مدل از موادی مدرن استفاده شده که در مجموع باعث کاهش تابش فروسرخ موتور جنگنده شده‌است. عمر سرویس این موتور نیز به ۴۰۰۰ ساعت افزایش یافته‌است. این موتور، توانایی برخاست بدون کمک را برای جنگنده‌های ناوپایه تضمین می‌کند، عملکرد خود را در آب و هوای گرم حفظ می‌کند و در نتیجه، کارایی رزمی آخرین مدل‌های جنگندهٔ میگ-۲۹ را افزایش می‌دهد.

## کاربرد در جنگنده‌ها
آردی-۳۳
- ایلیوشین ایل-۱۰۲
- میگ-۲۹
- میگ-۳۳
- میگ-۳۵
- هسا -صاعقه

آردی-۹۳
- جی‌اف-۱۷ تاندر
- شن‌یانگ اف‌سی-۳۱

اِس‌اِم‌آر-۹۵
- داسو میراژ اف۱ (غیر تولیدی)

## ویژگی‌ها (آردی-۳۳ مدل پایه)
Data from Janes Aero Engines, Klimov Website

#### خصوصیات کلی
- نوع: توربوفن پس‌سوز
- طول: ۴٬۲۲۹ میلی‌متر (۱۶۶٫۵۰ اینچ)
- قطر: ۱٬۰۴۰ میلی‌متر (۴۰٫۹۴ اینچ)
- وزن خشک: ۱٬۰۵۵ کیلوگرم (۲٬۳۲۶ پوند)

#### اجزا
- کمپرسور: 2 spool axial, 4 low pressure stages, 9 high pressure stages
- Combustors: annular combustor
- توربین: single stage high pressure, single stage low pressure

#### عملکرد
- Maximum رانش: 50.0 kN (11,230 lbf) dry, 81.3 kN (18,285 lbf) afterburning.
- نسبت فشار کلی: 21:1
- نسبت کنار گذر: 0.49
- جریان جرمی هوا: ۷۵٫۵ کیلوگرم\ثانیه (166.5 lbm/s)
- دمای داخلی توربین: ۱٬۴۰۷ °سلسیوس (۲٬۵۶۵ °فارنهایت)
- مصرف سوخت یژه برخاست: 75 kg/(kN·h) (0.77 lb/(lbf·h)) dry, 188 kg/(kN·h) (1.85 lb/(lbf·h))
- نسبت نیرو به وزن: ۴٫۸۲ (خشک), ۷٫۹ (پس‌سوز)
- عمر عملیاتی: ۴٬۰۰۰ ساعت

### موتورهای قابل مقایسه
- جنرال الکتریک اف۴۰۴
- اسنکما ام۸۸
- Guizhou WS-13
- Turbo-Union RB199